# 휴가쿠쓰카케역
휴가쿠쓰카케역(일본어: 日向沓掛駅)은 일본 미야자키현 미야자키시에 있는 규슈 여객철도 닛포 본선의 역이다. 섬식 승강장 1면 2선의 구조를 지닌 지상역이다.

## 이용 현황
| 연도     | 하루 평균 승차 인원 |
| 2002년도 | 90                  |
| 2004년도 | 86                  |
| 2005년도 | 87                  |
| 2006년도 | 83                  |
| 2007년도 | 90                  |
| -------- | ------------------- |

## 역 주변
- 국도 제269호선
- 기요타케 자동차 학교

## 역사
- 1965년
  - 9월 15일 : 휴가쿠쓰카게 신호장(일본어: 日向沓掛信号場)으로서 신설.
  - 10월 1일 : 휴가쿠쓰카게역으로 개업.
- 1987년 4월 1일 : 민영화에 따라, 규슈 여객철도로 이관.

## 인접 정차역
| 닛포 본선            | 닛포 본선   | 닛포 본선              |
| -------------------- | ----------- | ---------------------- |
| 기요타케 고쿠라 방면 | ■ 닛포 본선 | 다노 가고시마추오 방면 |